# All in! Games
All in! Games S.A. – polski wydawca gier komputerowych z siedzibą w Krakowie. All in! Games wydaje gry na PC, PS4, Xbox One oraz Nintendo Switch, dedykowane na rynek międzynarodowy i polski.

## Historia
Firma powstała pod koniec 2018 roku i jej założycielami są Tomasz Majewski, Maciej Łaś i Łukasz Nowak. Udziały w All in! Games posiadają Tomasz Majewski, Maciej Łaś, Łukasz Nowak, Piotr Żygadło i January Ciszewski.
W październiku 2019 roku Setanta S.A. podpisała plan połączenia z All in! Games. Połączenie sfinalizowano w 2020 roku.
16 października 2019 ogłoszono, że przedsiębiorstwo All in! Games zostało sponsorem tytularnym sekcji e-sportowej Wisły Kraków. Oficjalna nazwa drużyny to Wisła All in! Games Kraków.
Tytuły All in! Games pojawiły się w 2019 roku na targach GDC, Nordic Game, Gamescom, Digital Dragons, Tokyo Games Show, PAX West, a także PGA.
W sierpniu 2022 r z inicjatywy wydawcy, powstało w Krakowie zależne od niej studio deweloperskie - Taming Chaos S.A. z myślą tworzenia gier "z eksperymentalnymi mechanikami rozgrywki".

## Portfolio gier
| Tytuł (producent)                     | Producent                | Rok wydania | Platformy                                                | Uwagi                  |
| ------------------------------------- | ------------------------ | ----------- | -------------------------------------------------------- | ---------------------- |
| Phantom Hellcat                       | Ironbird Creations       | –           | PC, PS4, PS5, Xbox One, Xbox Series X/S                  | [ 8 ] [ 9 ]            |
| Backfirewall_                         | Naraven Games            | 2022        | PC, PS4, PS5, Xbox One, Xbox Series X/S, Nintendo Switch | [ 10 ]                 |
| Arboria                               | DREAMPLANT               | 2021        | PC                                                       | Wczesny dostęp od 2020 |
| Chernobylite                          | The Farm 51              | 2021        | PS4, PS5, Xbox One, Xbox Series X/S                      | [ 12 ]                 |
| Lumberhill                            | 2Bigo ARP Games          | 2021        | PC                                                       | [ 13 ]                 |
| Paradise Lost                         | PolyAmorous              | 2021        | PC, PS4, Xbox One                                        | [ 14 ]                 |
| Of Bird and Cage                      | Capricia Productions     | 2021        | PC, PS4, Xbox One, Nintendo Switch                       | [ 15 ]                 |
| Ghostrunner                           | One More Level           | 2020        | PC, PS4, Xbox One, Nintendo Switch                       | [ 16 ]                 |
| Metamorphosis                         | Ovid Works               | 2020        | PC, PS4, Xbox One, Nintendo Switch                       | [ 17 ] [ 18 ]          |
| Fort Triumph                          | CookieByte Entertainment | 2020        | PC, PS4, Xbox One, Nintendo Switch                       | Wczesny dostęp od 2018 |
| Red Wings: Aces of the Sky            | All in! Games            | 2020        | PC, PS4, Xbox One, Nintendo Switch                       | [ 22 ]                 |
| It came from space and ate our brains | Triangle Studios         | 2020        | PS4, Xbox One, Nintendo Switch                           | [ 23 ]                 |
| Tools Up!                             | The Knights of Unity     | 2019        | PC, PS4, Xbox One, Nintendo Switch                       | [ 24 ]                 |
| Little Racer                          | The Knights of Unity     | 2019        | Nintendo Switch                                          | [ 25 ] [ 26 ]          |
| Deadlings                             | One More Level           | 2019        | Nintendo Switch                                          | [ 27 ] [ 28 ] [ 29 ]   |
| Space Cows                            | Happy Corruption         | 2019        | PC, Nintendo Switch                                      | [ 30 ]                 |
| Space Company Simulator               | INTERMARUM               | –           | PC                                                       | Wczesny dostęp od 2019 |